# Empresa Nacional Carbonífera del Sur
Encasur, fundada originalmente como Empresa Nacional Carbonífera del Sur, es una empresa española que opera en los sectores minero y eléctrico. Constituida en sus inicios por el Instituto Nacional de Industria, en la actualidad está privatizada y constituye una filial del grupo Endesa.

## Historia
A comienzos de la década de 1960 la Sociedad Minera y Metalúrgica de Peñarroya (SMMP) anunció que abandonaría sus actividades en las cuencas carboníferas de Peñarroya-Belmez y Puertollano, que para entonces se encontraban en franca decadencia respecto a unos años antes. Ante aquella eventualidad, el Estado decidió entonces intervenir y reactivar estas cuencas mineras. Por un decreto de Presidencia del Gobierno del 9 de marzo de 1961 se creaba la Empresa Nacional Carbonífera del Sur (ENCASUR), para hacerse cargo del sector extractivo de SMMP.
Desde su nacimiento ENCASUR estuvo integrada en el Instituto Nacional de Industria (INI). La nueva empresa asumió una serie de explotaciones mineras de carbón en las provincias de Córdoba y Ciudad Real, las cuales debían suministrar combustible fósil para nuevas centrales térmicas. En aquellos años se encontraban en construcción varias centrales de este tipo, como la de Puertollano o la Puente Nuevo ―esta última propiedad de ENECO―. El principal medio de transporte del carbón hasta las instalaciones termoeléctricas iba a ser el ferrocarril, a través de la línea Córdoba-Almorchón que operaba RENFE. Para ello, en 1967 ENCASUR habilitó en la zona de El Porvenir de la Industria ―en las cercanías de Peñarroya― un complejo ferroviario que incluía un apartadero y una estación de carga.
En Puertollano la explotación de yacimientos subterráneos se mantuvo hasta 1975. A partir del año siguiente se empezó a explotar las minas a cielo abierto. En 1983 la participación del INI en ENCASUR fue transferida a la empresa estatal ENDESA, encargada de la generación de electricidad, convirtiéndose desde entonces en una filial de esta. En la década de 2000 la empresa, al igual que el grupo Endesa, fue privatizada y adquirida por la italiana ENEL. Las actividades en «El Porvenir» decayeron hasta su cierre en 2009, mientras que en 2015 cesó la explotación de la Corta Enma en Puertollano.